# コードギアス
『コードギアス』は、日本のアニメーション作品シリーズ。第一作目にあたる『コードギアス 反逆のルルーシュ』の世界観を共有したテレビアニメの他、漫画作品やドラマCDや小説、インターネットラジオやゲームが展開されている。

## 概要
『ガンダムシリーズ』、『トランスフォーマー』、『エヴァンゲリオン』シリーズなどに続く、新たな世代のロボットアニメーションとして、ロボット、学園、神秘、超能力など、さまざまなジャンルを併せ持つ作品として知られている。
タイトルになっている「コード」や「ギアス」とは作品に登場する特殊能力のことである。

## シリーズの変遷
アニメ２期終了後にあたる2009年12月5日に行われたイベントにて2010年から新プロジェクトが始動すると発表され、2012年1月12日の発表会において新作アニメ『コードギアス 亡国のアキト』が発表された。その後、他にも舞台劇やミュージカル、SNSゲーム、パチスロ、フィギュア化などの多彩なメディアミックスが展開された。 
2016年10月には10周年を迎えたことを祝して、同年11月に記念イベントが開催された。このイベントにおいて、『反逆～』の「Next Project」“ 復活のルルーシュ ”を始動させると発表。翌2017年10月より2018年5月にかけて『反逆～』テレビシリーズ第1・2期を3部作の総集編として再構成し新規映像・全編新規アフレコなどを加えて劇場公開された（詳細は劇場版3部作を参照）。その後、2期『R2』の先の時代の物語が描かれる予定。
2018年8月3日、完全新作劇場版 『コードギアス 復活のルルーシュ』（CODE GEASS Lelouch of the Re;surrection）を2019年2月にて全国約120館にて上映予定を発表。公式サイトにも新たに項目を『コードギアス 復活のルルーシュ』として新規キービジュアルやスタッフ人名などが記載された。
2020年12月5日、『コードギアス Next 10years Project』を立ち上げての発表が行われ、コードギアス二大新プロジェクトとして新作スマートフォンゲーム『コードギアス Genesic Re;CODE（ジェネシックレコード）』、新作アニメーションシリーズ『コードギアス奪還のゼット』（後に『コードギアス 奪還のロゼ』に改題）が発表された。

## コードギアス 反逆のルルーシュ
超大国ブリタニアの少年、ルルーシュがブリタニア占領下の日本でギアスという特殊能力を得たことを期に、仮面の男「ゼロ」として全世界を覆す壮絶な反逆の闘いに身を投じる姿を描く。

### コードギアス 反逆のルルーシュ （アニメ第1期）
2006年10月から2007年3月までMBS・TBS系列（JNN）で放送されたテレビアニメ。
9・11テロ以降の非対称戦争の要素を盛り込み、レジスタンス活動を必ずしも正義ではないテロとして、よりシビアに描いている。また、非常に政治的、社会的な色合いが強い題材を扱いながらもあくまで「娯楽作品」であることを徹底している。
放送しきれなかったStage24、Stage25は2007年7月 - 8月に放送された。また、2007年7月21日 - 22日に大阪と東京にてプレミア先行上映会が行なわれた。
15周年企画にて、第1期のOP・ED楽曲とアニメ映像を刷新した特別版「15周年 コードギアス 反逆のルルーシュ」を2021年10月1日からMBS・TBS・BS-TBS、「アニメイズム」枠にて放送とGYAO・MBS動画イズム・Tverでの各配信サイトでも配信する。

### コードギアス 反逆のルルーシュR2 （アニメ第2期）
上記第1期の続編となる『コードギアス 反逆のルルーシュR2』が2008年4月6日から9月28日まで、MBS・TBS系列で放送された。
アニメ第1期より1年後、ブラックリベリオン（※前期における最終決戦）で処刑されたはずのゼロが復活したことから物語が動き出す。日本国（エリア11）内に事態が収まっていた前期からさらに展開し、日本周辺を中心とした全世界規模での物語が展開される。

### ナナリーinワンダーランド
2012年7月27日発売のOVA作品。概ね同内容の絵本が同梱されており、両方あわせて見ることで一層楽しめる趣向になっている。

## 劇場版

### コードギアス 亡国のアキト
2012年8月から2016年2月までOVAのイベント上映という形で全5章が順次上映された。なお初期タイトルは『コードギアス GAIDEN 亡国のアキト』であったが改題され、現在のタイトルとなった。
ブリタニアに占領された日本が属領エリア11となり、日本国ではなくなったために在E.U.日本人は難民となり、収容所送りとなった。その難民のうち、志願兵招集に応じた兵士による特殊部隊wZEROに所属する日本人少年たちの、被差別的で絶望に満ちた戦いを描く。
- 第1章「翼竜は舞い降りた」（2012年8月4日公開）
- 第2章「引き裂かれし翼竜」（2013年9月14日公開）
- 第3章「輝くもの天より堕つ」（2015年5月2日公開）
- 第4章「憎しみの記憶から」（2015年7月4日公開）
- 最終章「愛シキモノタチヘ」（2016年2月6日公開）

### 劇場総集編3部作 コードギアス 反逆のルルーシュ
テレビ放送から10年の月日になり、テレビシリーズ全部をただ再編集するだけでなく、重要な部分を残し大幅なカットをして新作カットや新規のセリフなど追加をして全体的にまとめて、再構成した。テレビシリーズからは一部設定・ストーリー上の変更がなされている。スタッフやキャストのメンバーはほぼ当時と同じだが一部声優が変更。
- コードギアス 反逆のルルーシュI 興道（こうどう）：2017年10月21日より上映
- コードギアス 反逆のルルーシュII 叛道（はんどう）：2018年2月10日より上映
- コードギアス 反逆のルルーシュIII 皇道（おうどう）：2018年5月26日より上映

### コードギアス 復活のルルーシュ
- 劇場3部作にて情報でNEXT PROJECT「復活のルルーシュ」その後、復活/Re;surrectionなどで制作予定が出る[2]。
- 2018年8月3日、ビジョン：新宿アルタビジョン/秋葉原UDXビジョン、配信：バンダイチャンネル/LINELIVE/AbemeTVでの夜8時で1回限りの210秒として公開。
- 完全新作劇場版 『コードギアス 復活のルルーシュ』（CODE GEASS Lelouch of the Re;surrection）が2019年2月9日から全国約120劇場で公開された。内容はテレビ版の続編ではなく、劇場版3部作の続編である。

### コードギアス 奪還のロゼ
- 2020年12月に『コードギアス Next 10years Project』の1タイトルとして制作が発表。発表時のタイトルは『コードギアス 奪還のゼット』であった[3]。『復活のルルーシュ』のその後の世界を舞台に、新たな主人公・ロゼとアッシュの2人の兄弟による「奪還」の物語を描く[4][3]。あわせて、オープニング主題歌がMIYAVIの『Running In My Head』になることも発表された[3]。
- 2024年5月より全4幕の劇場用作品として公開予定[3]。Disney+で6月下旬から世界独占配信される[5]。
- 第1幕：（2024年5月10日公開）
- 第2幕：（2024年6月7日公開）
- 第3幕：（2024年7月5日公開）
- 最終幕：（2024年8月2日公開）

## ゲーム

### ニンテンドーDS版
『コードギアス 反逆のルルーシュ』
ニンテンドーDSで2007年10月25日にバンダイナムコゲームス（バンダイレーベル）から発売。
ジャンルは「ギアスRPG」。プレイヤーが作成可能な「主人公」が存在するが、ストーリー上では黒の騎士団の一メンバーに過ぎずストーリーにはほとんど絡まない。実質的な主人公は本編通りルルーシュが担当する（シナリオによっては異なるキャラを操作する）。戦闘はナイトメアフレームに搭乗して行なう。
1周目はアニメ版とほぼ同じ展開を見せるが、2周目以降はゲームオリジナルキャラクターが登場したり、1周目には無かった選択肢が現れるなど、アニメ本編とは全く異なるIF展開を楽しむことが出来る。
ストーリー中にギアスを発動させるシーンが何度も存在し、どういった命令を下すか選択することが出来る。画面をタッチして命令を選択する以外にプレイヤーがDSのマイクに声に出すことで発動することも可能。ただし、掛けるギアスを誤ったり、ストーリー中の選択肢を間違えるとバッドエンドになることもある。戦闘中では仲間の名前を呼ぶことでコンボ攻撃が可能。これはタッチやボタン操作は出来ないため、必ず声を出す必要がある。また、作戦中はルルーシュの声がプレイヤーを導いてくれることもある。しかし、命令に従うだけでは手に入らないアイテムなども存在する。
自軍のナイトメアフレームを改造アイテムにより進化させることが可能で、他の作品に登場しなかった機体にアップグレードすることも出来る。また、膨大になった機体数はナイトメアフレーム系譜図一覧にすることが出来る。
プレイヤーキャラはすれ違い通信によって他のプレイヤーへ送ることも可能。また、セーブデータを読み込んだ際には登場人物の一人がプレイヤーキャラと会話する場面が入る。誰が現れるかはランダムであり、起動した時間帯が内容に影響することもある。場合によってはアイテムが貰えたり、他の会話イベントに影響を与えることもある。DS本体に設定した誕生日に起動するとお祝いのメッセージも貰える。なお、千草はこの場面でのみの登場で、本編には未登場。
CMにはカレン役の小清水亜美が起用されアッシュフォード学園の制服姿で登場した。また、ゲーム中の宝箱は全てピザの箱になっている（能力アップアイテムもピザである）。
ニンテンドーDS版に登場するギアス
ニンテンドーDS版『コードギアス 反逆のルルーシュ』には、ルルーシュ以外にもオリジナルキャラクターやユーフェミアがギアスに分類される能力を持っている。
パラックスのブレス
皇族である彼は「ブレス」というギアスに分類される能力を使用する。「ゴッド・ブレス・ユー」の一言で相手を下僕にする。
キャスタールのブレス
パラックスの双子の弟である彼も、パラックスと同じく「ブレス」というギアスを使用する。「自分の思考を相手に押し付ける」というギアスであり、それを使って相手の頭の中で会話をしたり、頭痛を引き起こすことも可能。
ユーフェミアのギアス
二週目以降、ゲーム版独自の展開で、V.V.によってユーフェミアがギアスに目覚めることがある。作中では「昏倒病ギアス」と呼ばれ、戦闘の際のスキルでは「GOODKNIGHT」と表示される。彼女の周辺に居る人間を昏倒させる力を持ち、KMFやジークフリートに搭乗していても有効な能力である。使用の際は両目にギアスの紋章が光り、両目を閉じることで効果が止まる。ギアス暴走の際は、自身が心身喪失状態になってしまう。

『コードギアス 反逆のルルーシュR2 盤上のギアス劇場』
ニンテンドーDSで2008年8月7日にバンダイナムコゲームス（バンダイレーベル）から発売。
ジャンルはボードゲーム形式のアドベンチャーゲーム。プレイヤーはブリタニア本国からの留学生となり、1か月という期間の中でキャラクターたちと親交を深めていくことになる。
ゲーム中では本編にちなんだネタ要素の強いミニゲームをプレイしていく。また、ドンジャラも収録されている。

### モバイル端末版
『コードギアス 反逆のルルーシュ ロストストーリーズ』
EXNOA（旧：DMM GAMES）よりPCおよびスマートフォンで配信。キャラクターデザインをしらびが担当。主題歌はFLOWの「PENDULUM」。
当初はDMM GAMESが開発・配信、モンスター・ラボが開発協力すると発表されていた。2018年9月の発表時点では今冬配信予定とされていたが、2019年3月4日に配信時期が未定となったことが発表された。2019年3月18日に本作品に登場するナイトメアフレーム「ペンデュラム」が紹介されたのを最後に情報公開が途絶えていたが、2021年11月17日、開発・運営をf4samuraiが担当し2022年春に配信されることを発表、2022年5月17日よりサービスを開始した。

#### サービス提供終了したゲーム
バンダイコレクション『コードギアス 反逆のルルーシュ』
アプリ配信サイトのバンダイコレクションにて2007年6月15日より『コードギアス 反逆のルルーシュ』のFLASHゲームアプリが配信開始されていたが、一部を残して終了している。従量課金制。
『コードギアス 反逆のルルーシュ』
Mobageで2012年3月1日にモバイルサービス（フィーチャーフォンおよびスマートフォン対応）でバンダイナムコゲームスから提供。
ジャンルは「ソーシャルゲーム」。ルルーシュが指揮する「黒の騎士団」の一員となってゼロと共に反逆を目指す。基本プレイは無料だが、アイテムは課金制となっている。
『コードギアス 戦渦の天秤（ライブラ）』
GREEで2013年9月10日にモバイルサービス（フィーチャーフォンおよびスマートフォン対応）でバンダイナムコゲームスから提供。
ジャンルは「ソーシャルゲーム」。ライラ・ラ・ブリタニアを始めとするオリジナルキャラクターが多数登場している。レイドバトルシステムを採用している。基本プレイは無料だが、アイテムは課金制となっている。
『コードギアス Genesic Re;CODE』（ジェネシックレコード）
2021年10月4日に配信されたゲームアプリ。事前登録キャンペーンとして、ゼロからの挑戦状と題した、商品付きの謎解き問題を公開していた。
オリジナルキャラクターのアルを主人公とし、歴代シリーズのキャラクターたちが共演するクロスオーバー作品。また、本作品オリジナルキャラクターとは別に、『コードギアス 血盟の紅羽』『コードギアス 霧京のアーサー』『コードギアス 不転のトシゾォ』『コードギアス 終末のゼオ』といった、オリジナルの作品群がゲーム内に登場することがアナウンスされた。
2023年4月27日をもってサービスを終了。ストーリー最終章において本作のストーリータイトルが『コードギアス 円環のアルピリカ』であることが明かされ、前述の新規タイトル群のうち『不転のトシゾォ』『終末のゼオ』については一部キャラクターが登場するのみとなった。

### リアル脱出ゲーム
『リアル脱出ゲーム×コードギアス 反逆のルルーシュ『偽りの日常からの脱出』』
2023年9月20日に発売開始され、2023年10月4日（アニメイトにて購入の場合は同年9月20日）からプレイ可能だった、SCRAPのオンライン環境専用のリアル脱出ゲーム。

### アナログゲーム
本作品を収録したトレーディングカードゲームについては#トレーディングカードゲームの節を参照。
『声に出して詠みたい! コードギアス 反逆のルルーシュ かるた』
2020年12月5日にブシロードメディアから発売。作中の名場面から名言を90首収録したかるた。
『Fract-コードギアス 反逆のルルーシュ-』
2021年4月上旬にアルジャーノンプロダクトから発売。神経衰弱をモチーフとしたボードゲーム。
『コードギアス 反逆のルルーシュ 人狼ゲーム 囚われのルルーシュ〜監視者を探し出せ!〜』
2021年5月28日にムービックから発売。人狼ゲームをベースにしている。

## 漫画

### コードギアス（漫画）
いずれも本編のパラレルワールド、またはパロディ作品にあたる。
コードギアス 反逆のルルーシュ（Asuka版）
コードギアス 反攻のスザク
コードギアス ナイトメア・オブ・ナナリー
コードギアス 反逆のルルーシュ ちびギアス4コマのるるーしゅ
幕末異聞録 コードギアス 反逆のルルーシュ
バーコードギアス 販売のルルーシュ
コードブラック 速弾きのルルーシュ
コードギアス 反逆のルルーシュ外伝 白の騎士 紅の夜叉
家庭教師のルルーシュさん
コードギアス 反逆のルルーシュ Re;
コードギアス 復活のルルーシュ　

### アンソロジー
コードギアス 反逆のルルーシュ 公式コミックアンソロジー Knight
あすか編集部・編（あすかコミックスDXより発売）
1. ISBN 978-4048541084（2007年7月26日）
  - COMIC：山田J太、硝音あや、他計15名
  - GUEST：マジコ!、ヨミノアツロ、たくま朋正
  - ILLUSTRATION：桂明日香、左近堂絵里

2. ISBN 978-4048541367（2008年2月26日）
3. ISBN 978-4048541657（2008年4月26日）
4. ISBN 978-4048542005（2008年7月26日）
5. ISBN 978-4048542425（2008年10月23日）

コードギアス 反逆のルルーシュ 公式コミックアンソロジー Queen
コンプエース編集部・編（角川コミックス・エースより発売）
1. ISBN 978-4047139473（2007年7月26日）
  - COMIC：あづまゆき、羽々キロ、他計17名
  - GUEST：たくま朋正、マジコ!
  - ILLUSTRATION：こうたろ、鈴平ひろ、みさくらなんこつ

2. ISBN 978-4047139862（2008年2月26日）
3. ISBN 978-4047150454（2008年4月26日）
4. ISBN 978-4047150829（2008年7月26日）
5. ISBN 978-4047151154（2008年10月23日）

コミカライズと同じ出版社であるが、アニメ版を題材とした公式アンソロジーコミック。あすかコミックスDXと角川コミックスで同時発売。Queenは主に男性ファンを対象とし、Knightは主に女性ファンを対象とした内容となっている。

コードギアス 反逆のルルーシュR2 コミックアンソロジー
（IDコミックス DNAメディアコミックス スペシャルより発売）
1. NOIR　ISBN 978-4758004619（2008年8月25日）
2. BLANC ISBN 978-4758004626（2008年9月26日）
3. ROUGE ISBN 978-4758004701（2008年11月25日）
4. AZURE ISBN 978-4758004794（2009年1月24日）
5. IRISE ISBN 978-4758004886（2009年3月25日）

タイトルには第2期のR2とあるが第1期の内容も収録されておりシリーズの区別はされていない。

コードギアス 反逆のルルーシュR2コミックアンソロジーZERO
アニメディア編集部・編（ノーラコミックス・デラックスより発売）
- ISBN 978-4-05-607032-3（2008年9月9日）

## 小説
『生徒会事件簿』と『外伝 白の騎士 紅の夜叉』『外伝 黒のアルビオン』以外の作品は、岩佐まもるによるノベライズ作品。しかし本編とは設定やキャラクター描写に違いがあり、本編の正式な補完小説とはなっていない。谷口監督からも「本編とは別物」という旨の発言がある。

### STAGE-0- ENTRANCE
角川スニーカー文庫より発売。『ザ・スニーカー』2007年4月号に先行して一部内容が掲載された。
アニメ版から7年前、ルルーシュとナナリーが枢木家へ人質として送られて、そこでスザクと出会う話が描かれる。
ルルーシュとナナリーは名目上「留学生」ということで日本に行き、枢木家の土蔵に住んでいた。しかし体裁を取り繕った交渉道具というのは明らかで、内々では既に皇位継承権を失っていた。ナナリーはルルーシュが居ないと部屋の中で無意識に暴れるなど、心が病んでいた。だが、スザクと親しくなったことで少しずつ癒されていく。
当時の日本は反ブリタニアの中華連邦やEUになびき、経済制裁を行っていた。またマスメディアによって反ブリタニアの世論が強くなっていた（スザクの父、枢木ゲンブの差し金）。ゲンブはブリタニアとの戦争を起こすことで日本を売り渡し、自らの権勢を広げようとしていた。またブリタニア皇家の派閥抗争で2人を生かしておきたくない勢力と交渉しており、ナナリーを殺しルルーシュを切り札として利用しようとしていた。
スザクはルルーシュにナナリーのことを託され、父と対峙し、その結果父を殺害する。桐原はゲンブの死を利用して「最善の負け方」を選び、後に日本人が立ち上がることに希望をかけていた。
「ザ・スニーカー」に掲載されていた物では実際にゲンブがナナリーを始末しようとしている描写があり、そこに乱入したスザクによってゲンブが刺されたことになっている。
アッシュフォード家は、ルルーシュとナナリーを守ろうとしており、彼らを皇族としては死亡扱いとして、ランペルージ姓を名乗らせることになる。戦争が起こる数か月前の話。
コードギアス 反逆のルルーシュ STAGE-0- ENTRANCE
ISBN 9784044223076（2007年4月28日発売）

### コードギアス 反逆のルルーシュ（小説）
角川スニーカー文庫より発売。
コードギアス 反逆のルルーシュ STAGE-1- SHADOW
ISBN 9784044223083（2007年7月1日発売）
コードギアス 反逆のルルーシュ STAGE-2- KNIGHT
ISBN 9784044223090（2007年10月1日発売）
コードギアス 反逆のルルーシュ STAGE-3- SWORD
ISBN 9784044223106（2008年1月1日発売）
コードギアス 反逆のルルーシュ STAGE-4- ZERO
ISBN 9784044223113（2008年3月1日発売）
コードギアス 反逆のルルーシュ 朱の軌跡
ISBN 9784044223120（2008年4月1日発売）
『ザ・スニーカー』2007年8月号から連載開始。カレンを中心にした内容で、本編開始の直前から話が展開される。

### コードギアス 反逆のルルーシュR2（小説）
角川スニーカー文庫より発売。
コードギアス 反逆のルルーシュR2 TURN-1-
ISBN 9784044223137（2008年6月1日発売）
コードギアス 反逆のルルーシュR2 TURN-2-
ISBN 9784044223144（2008年9月1日発売）
コードギアス 反逆のルルーシュR2 TURN-3-
ISBN 9784044223168（2008年12月発売）
コードギアス 反逆のルルーシュR2 TURN-4-
ISBN 9784044223205（2009年3月発売）
コードギアス 反逆のルルーシュR2 ナイトオブラウンズ
ISBN 9784044223175（2009年1月発売）

### コードギアス 反逆のルルーシュ 生徒会事件簿
角川スニーカー文庫より発売。著者：朝香祥。アッシュフォード学園で起こった出来事を中心に描かれており、一部人物設定を変更している。
コードギアス 反逆のルルーシュ 生徒会事件簿
ISBN 9784044223151（2008年9月発売）
コードギアス 反逆のルルーシュ 生徒会事件簿R2
ISBN 9784044223199（2009年2月発売）

### コードギアス 亡国のアキト（小説）
詳細はコードギアス 亡国のアキトを参照。

### コードギアス 反逆のルルーシュ外伝 白の騎士 紅の夜叉
月刊ホビージャパン2018年2月号から2020年1月号にかけてフォトストーリー（写真＋小説）として連載。シナリオ：高橋びすい。同時期に、コミカライズがコミックNewtypeにて連載された。詳細はコードギアス (漫画)を参照。
小説部分はホビージャパンより単行本化された。
コードギアス 反逆のルルーシュ外伝 白の騎士 紅の夜叉[Side：スザク]
ISBN 9784798622231（2020年5月30日発売）
コードギアス 反逆のルルーシュ外伝 白の騎士 紅の夜叉[Side：カレン]
ISBN 978-4798622248（2020年5月30日発売）

### コードギアス 反逆のルルーシュ外伝 黒のアルビオン
月刊ホビージャパン2019年2月号掲載（前半はWeb先行配信）。シナリオは谷口廣次朗。METAL ROBOT魂と連動した『復活のルルーシュ』のスピンオフ小説で、ゼロ＝枢木スザクがランスロット・アルビオンゼロに乗ることになった経緯が語られる。
なお、本編全文が掲載された月刊ホビージャパンは『白の騎士 紅の夜叉』のフォトストーリー版の掲載誌であり、そのため先述の2019年2月号内では本作品が『白の騎士 紅の夜叉』の「特別編」という位置付けで掲載された。また、METAL ROBOT魂のWebサイト上では先述の本編前半の先行配信とは別に、ランスロット・アルビオンゼロの受注開始開始記念コミックとして前半部の一部が『白の騎士 紅の夜叉』のコミック版の作画を担当する曽我篤士によってコミカライズされたのが配信されているが、こちらもタイトルは『白の騎士 紅の夜叉』で、スタッフ表記も「漫画：曽我篤士　シナリオ：谷口廣次朗（サンライズ）」となっている。

### コードギアス 新潔のアルマリア
月刊ホビージャパン2024年9月号から10月号まで2号連続でプロローグが掲載され、12月号から小説版本編が連載。また、カドコミ（コミックNewtype）にてコミカライズも開始された。『復活のルルーシュ』から『奪還のロゼ』までの間に起きた物語が描かれる。

## ドラマCD

### コードギアス 反逆のルルーシュ Sound Episode
2007年4月から9月まで連続リリースされた。全6巻。BIGLOBEのサイトにて、毎月CDがリリースされる日の前週火曜日に19時 - 24時まで5時間限定で短編が配信された。
ルルーシュとスザクの過去を描いた長編ドラマ「戻らない夏の日」1本に加え、短編2本とキャラクターソング1本が収録されている。
コードギアス 反逆のルルーシュ Sound Episode 1
2007年4月25日発売。
キャラクターソング：「REINCARNATION」歌：C.C.（ゆかな）
作詞・作曲・編曲：黒石ひとみ
STAGE 9.725「決戦前夜」
脚本:清水恵
ナリタ戦の前夜におけるルルーシュとC.C.、そしてルルーシュの部屋にやって来たスザクの話。
STAGE 12.55「夢 の チケット」
脚本:清水恵
ナリタ戦後、父ジョセフから貰ったチケットをルルーシュに渡そうとシャーリーが妄想しながら悩む話。アニメの12話とは違った展開になっている。
STAGE 0.515「招かれざる 皇子」
脚本:大河内一楼
連続ドラマ「戻らない 夏の 日」第1話。
出会った当初、スザクはルルーシュに対して反目していたが、彼の誰にも媚びず1人で生きていこうとする姿に、スザクが惹かれつつある話。

コードギアス 反逆のルルーシュ Sound Episode 2
2007年5月23日発売。
キャラクターソング：「never end」歌：ルルーシュ（福山潤）
作詞・作曲・編曲：酒井ミキオ
STAGE 9.258「ルルーシュ には 言えない」
脚本：野村祐一
ルルーシュは生徒会メンバーの不審な態度に、正体がばれたのかと不安になる。
STAGE 14.821「褐色 の 苦悩」
脚本：野村祐一
海岸でヴィレッタを助けた扇が、彼女の服を脱がすまでの苦悩。海岸で倒れたヴィレッタを自宅まで運んだものの、びしょ濡れで風邪を引きかねない状況だが、女性の服の脱がせ方を知らない扇はどう脱がそうか苦悩する。
STAGE 0.521「消えた ナナリー」
脚本:大河内一楼
連続ドラマ「戻らない 夏の 日」第2話。
相変わらず打ち解けないルルーシュに苛立つスザク。父と桐原の話で、意外な事実を知った彼は、それを伝えに行くがナナリーがいなくなっていた。

コードギアス 反逆のルルーシュ Sound Episode 3
2007年6月27日発売。
キャラクターソング：「晴れのち夏の雨」歌：シャーリー（折笠富美子）
作詞：黒石ひとみ
作曲・編曲：中野貞博
STAGE 11.351「拘束衣 の 女」
脚本：加納新太
ブリタニアの拘束衣をつくろってまで着るC.C.。そんな彼女にピザをあきらめさせ、普通の服を着せたいルルーシュ。C.C.がコスプレをするようになるきっかけの話。
STAGE 15.447「他人 ごっこ」
脚本：野村祐一
ルルーシュとシャーリーの他人ごっこに触発されたリヴァルが、ミレイと繰り広げる他人ごっこ。そこに多数の乱入者が。
STAGE 0.522「秘密基地 の 歌」
脚本：大河内一楼
連続ドラマ「戻らない 夏の 日」第3話。
いなくなったナナリーを探すルルーシュと、強引な助力をしようとするスザク。ナナリーを探す先で、ルルーシュはある人物と出会った。

コードギアス 反逆のルルーシュ Sound Episode 4
2007年7月25日発売。
キャラクターソング：「プラチナ・ソウル」歌：紅月カレン（小清水亜美）
作詞：黒石ひとみ
作曲・編曲：中野貞博
STAGE 6.113「王 の 名前」
脚本：加納新太
生徒会で飼うことにした猫の名前を決めるまでの話。スザクはユーフェミアの付けた名を言おうとするが、タイミングがつかめないうちに生徒会メンバーはそれぞれ勝手に名前を挙げていく。
STAGE 15.631「女 の 斗い」
脚本：清水恵
買い出しに出かけたカレンと玉城は、車で昼寝をしていたC.C.と話をすることに。途中下品な言葉を吐いた玉城はC.C.に車から落とされ、女2人の語らいとなる。
STAGE 0.533「はじめて の 友達」
脚本：大河内一楼
連続ドラマ「戻らない 夏の 日」第4話。
ナナリー失踪事件以後、仲良くなる3人。双六に負けてむきになるルルーシュ。ここではネットラジオ、「はんぎゃく日記」の中で繰り広げられる「無茶ぶりすごろく」を彷彿とさせる「でぶきゃらで話す」というネタが使われている。

コードギアス 反逆のルルーシュ Sound Episode 5
2007年8月22日発売。
キャラクターソング：「Dear My Friend」歌：ミレイ・アッシュフォード（大原さやか）
作詞：黒石ひとみ
作曲・編曲：中野貞博
STAGE 0.911「ミレイ との 際会」
脚本：野村祐一
中学生のミレイは、祖父の命でとある少年に学内を案内することとなる。まだルルーシュらの状況を知らなかった彼女は、ルルーシュの態度に腹を立てる。
STAGE 5.631「オレンジ ピール」
脚本：加納新太
特派と純血派の、困った上司に悩まされる同じ境遇の2人の女、元同じ学生寮に住んでいた男2人の語らい。そしてジェレミアがオレンジ疑惑で捕縛されるまでの話。
STAGE 0.543「幸せ な 夏の 終わり」
脚本：大河内一楼
連続ドラマ「戻らない 夏の 日」第5話。
飛べなくなった小鳥を巣に戻すため、脱走を企てるルルーシュとスザク。「2人が組んだらできないことはない」と、2人はルルーシュが皇帝、スザクが首相となった未来の夢を語る。そしてその時、戦火は上がり、幸せな日々は終わった。

コードギアス 反逆のルルーシュ Sound Episode 6
2007年9月27日発売。
キャラクターソング：「優しい世界」歌：ナナリー（名塚佳織）
作詞・作曲・編曲：黒石ひとみ
STAGE 0.916「黒 の キング」
脚本：清水恵
賭けチェスでピンチに陥ったリヴァルの元に、彼の通う学校の制服を着た少年が現れ、逆転不可能だと思われた対局を征した。リヴァルがルルーシュを意識するようになる話。
STAGE 0.884「帝国 の 兄妹」
脚本：加納新太
ユーフェミア13歳の年。エリア14の鎮圧から戻ったコーネリアの元に訪れる、シュナイゼルとクロヴィス。クロヴィスはシャルルに総督就任志願をした報告をし、マリアンヌ親子の思い出を語りながら、エリア11の混乱はルルーシュが残した問題ではないかと語る。ルルーシュからユフィのもとに「友達ができた」という手紙が届いていた。
STAGE 21.534「最期 の 誘い」
脚本：大河内一楼
連続ドラマ「戻らない 夏 の 日」第6話。
ルルーシュの部屋で、自身らの過去の思い出と母・マリアンヌの豪快な思い出を語るルルーシュとスザクとナナリー。スザクはルルーシュと力を合わせたいと願って特区に誘うも、ルルーシュは失敗するからやめろと告げ、誘いを断る。これが2人が「ただの友達」としてできる最後の会話だった。
Sound Episode Newtype Special「三つめ の 理由」
脚本：加納新太
月刊ニュータイプ7月号付録に収録されたエピソード。

コードギアス 反逆のルルーシュ Sound Episode Newtype SPECIAL +
月刊ニュータイプ2007年7月号の特別付録CDに収録。「反逆の山々DXspecial」も同時収録。全5トラック。
「三つめ の 理由」
脚本：加納新太
銀行強盗に巻き込まれたルルーシュとスザクとカレン。カレンが人質にとられる中、ルルーシュの頭脳が冴えスザクとのコンビネーションで事件を解決する。

コードギアス 反逆の山々DX Newtype Romance Special AFTER STAGE
Newtype Romance 2007 SUMMERの特別付録CDに収録。「反逆の山々DX Newtype Romance Special AFTER STAGE」の1トラックとして収録。
脚本：清水恵
STAGE 9 リフレインでアーサーの歓迎会として行われた「ネコ祭り」終了後の、ルルーシュとリヴァルのシャワールームでの1コマ。

### コードギアス 反逆のルルーシュR2 Sound Episode
2008年7月から12月まで連続リリース。全6巻。『R2』からは基本的に自由に作られており、本編との設定などの整合性はあまり取られていない。
コードギアス 反逆のルルーシュR2 Sound Episode 1
2008年7月2日発売。
キャラクターソング：「CONNECT」歌：C.C.（ゆかな）
作詞・作曲・編曲：黒石ひとみ
「妄想 バトル!ルルーシュ VS. スザク」
脚本：森田繁
黒の騎士団、ブリタニア軍、アッシュフォード学園…、立場の違う女性達が大人の事情で全員顔見知りということで一堂に会す。「ルルーシュがスザクに勝てるスポーツとは何か?」をテーマに女性陣の妄想が繰り広げられる。
「カレン・C.C. 美しき 反逆 の 記録」
脚本：加納新太
黒の騎士団による「飛燕四号作戦」決行以前のエピソード。黒の騎士団は卜部からの情報を頼りに、様々な襲撃計画を決行しようとしていた。決行前のカレンとC.C.は、美容のことから目玉焼きにかけるものをきっかけに火花を散らす。

コードギアス 反逆のルルーシュR2 Sound Episode 2
2008年8月6日発売。
キャラクターソング：「アラベスク」歌：ロロ（水島大宙）
作詞：黒石ひとみ
作曲・編曲：中野貞博
「裸 の ルルーシュ」
脚本：加納新太
ロロとシャーリーの会話から1年前からクロヴィス追悼の芸術週間が行われていたことを知ったミレイは、モデルにあれこれ指示したい欲求に駆られ、ルルーシュに裸になるよう強要する。ルルーシュは知略で、この状況を回避しようとする。
「枢木 の 里 ・ 悪霊 の 宿 ・ 本当に あった 怖い ギアス」
脚本：森田繁
ルルーシュとスザク、ナナリーが幼いころに過ごした枢木神社には、凶悪な悪霊が封じ込められていた。その悪霊封じのため儀式を行うスザクとスザクの後についたルルーシュ、C.C.、ロロ、ジノ、アーニャが枢木神社に集まるが、スザクのいい加減な儀式で悪霊（声：飯塚昭三）が目覚めてしまい、ルルーシュたちは凶悪な悪霊と戦うことに。

コードギアス 反逆のルルーシュR2 Sound Episode 3
2008年9月3日発売。
キャラクターソング：「REGENERATION」歌：ルルーシュ（福山潤）
作詞：黒石ひとみ
作曲・編曲：中野貞博
「反逆学園 ギアス先生!」
脚本：加納新太
本編とは全く異なる世界で、数々の不良を更生させてきた「ギアス先生」ことルルーシュ・ランペルージはナナリー校長の依頼で荒れ果てた私立ブリタニア学園を立て直すため、ジェレミアやロイドら学園に蔓延る凶悪な番長たちを相手にギアスを使って次々と更生（?）させていく。そして、ついに最後の番長がルルーシュに立ちふさがる。
「ギアス 百物語」
脚本：森田繁
ひょんなことから、ミレイ発案により百物語をやることになった生徒会メンバーたち。アッシュフォード学園のある荒れ寺で、スザクからやり方を教わった彼らは怪談とは全く違う意味で、怖い話を展開していく。だが百物語を終えたとき、身の毛がよだつ出来事が彼らを襲う。

コードギアス 反逆のルルーシュR2 Sound Episode 4
2008年10月1日発売。
キャラクターソング：「One More Chance」歌：カレン（小清水亜美）
作詞：黒石ひとみ
作曲・編曲：中野貞博
「ロイド と セシル の ナイトメアさん いらっしゃい」
脚本：森田繁
ロイドとセシルが司会の番組「ロイド と セシル の ナイトメアさん いらっしゃい」で、スザクらパイロットたちと幾多の死線を潜り抜けてきたナイトメアが一堂に会す。少々変態染みたランスロットやヤンキーな紅蓮弐式ら個性的なナイトメアたちが、パイロットの不満をぶちまけ自由過ぎるトークを展開していく。
「ルルーシュ と いけない アルバイト」
脚本：加納新太
ヴィレッタからの宿題として、1か月間アルバイトすることになったルルーシュ。リヴァルからの斡旋で引き受けたバイトを、頭や器用さでソツなくこなすルルーシュだったが、行く先々で現れるC.C.によって次々とバイトをクビになってしまう。

コードギアス 反逆のルルーシュR2 Sound Episode 5
2008年11月5日発売。
キャラクターソング：「ティアラの気持ち」歌：ナナリー（名塚佳織）
作詞・作曲・編曲：黒石ひとみ
「Cタケ られた C.C.」
脚本：森田繁
奴隷時代の記憶に逆行したC.C.を、ギアス嚮団の地下都市にある「Cタケ」を食べさせることで元に戻せるとシャルルから聞いたルルーシュは、騎士団の面々を集める。ロロに集めさせたたくさんのキノコを料理して、C.C.に食べさせ「Cタケ」を探そうとする。
「おでん屋 ナナちゃん」
脚本：加納新太
東京の片隅でスザクやカレン、玉城ら常連客に囲まれながらおでん屋を営むナナリー。そんなナナリーの元に、消息を絶ったルルーシュが帰ってくる。用を済ませた途端に再び立ち去ろうとうとするルルーシュを、スザクたちが引き留めようとする。ルルーシュとナナリーの直接対決になったとき、ナナリーが抱いていた真意が明かされる。

コードギアス 反逆のルルーシュR2 Sound Episode 6
2008年12月3日発売。
キャラクターソング：「Reason」歌：ジノ・星刻（保志総一朗・緑川光）
作詞・作曲・編曲：酒井ミキオ
「るるる 合コン ラプソディー」
脚本：赤尾でこ
カラオケボックスで合コンをすることになったルルーシュ・ロロ・ジノ・ジェレミア。だが、ロロの意図的な手違いによって現れたのはスザク・シュナイゼル・星刻・ロイドの4人だった。スザク側の女性陣も合コンをキャンセルする事態になるが、シュナイゼルの提案で男8人で合コンをすることになる。
「単車マン ジェレミア 全力大作戦」
脚本：森田繁
秘密武装警察ギアスに所属する特命少年警視ルルーシュは、オートバイへの変形機構を持った戦闘サイボーグ「単車マン・ジェレミア」と共に、世界征服計画を企む邪悪帝国ブリタニアとの戦いに身を投じていた。ある日、秘密基地のメイド喫茶でくつろぐルルーシュとジェレミアだったが、そこで働くシャーリーがブリタニアに攫われてしまう。救出に向かうルルーシュとジェレミアの前に、スザクやシュナイゼルらブリタニアの強力な幹部たちが立ちはだかる。
「皇神楽耶 鬼に 会う」
脚本：加納新太
神楽耶は幼いころ、一時的に祭りや儀式の仕来りを習うために、従兄妹で婚約者のスザクがいる枢木神社に預けられていた。当時スザクを苛めて活発に振舞う神楽耶だったが、皇家の跡取りとして習い事に明け暮れ自由に遊べない日々を送り、うんざりしていた。そして、不満が爆発した神楽耶は1人で、森に遊びに向かってしまう。そこで、神楽耶はある1人の「鬼」と出会う。

コードギアス 反逆のルルーシュR2　Sound Variety R18
2009年3月25日発売。
キャラクターソング：「天子的憲法四条」歌：天子（松元環季）
作詩：黒石ひとみ
作曲・編曲：中野定博
キャラクターソング：「ロンリーロード 玉城！」歌：玉城内務省掃拭賛助官　黄金兄弟岩石回転楽団（道頓堀ダイバーズ（田中一成 他）
作詩：谷口悟朗
作曲：田中一成
編曲：WACHA
キャラクターソング：「ままならぬ愛のトリアージュ」歌：ヴィレッタ＆扇＆ジェレミア（渡辺明乃・真殿光昭・成田剣）
作詩：桑原永江
作曲・編曲：中川幸太郎
「皇帝の人生相談」
シャルル・ジ・ブリタニアによるお悩み相談。
パロディショートドラマ「土の味 R18」
脚本：谷口悟朗
「土の味」でのルルーシュとスザクのパロディになっていて、日本の首相という要職に付いた扇に、玉城が恨みをぶちまける。
キャスト居酒屋座談会
玉城の店に集ったという体裁のコードギアスキャストによる座談会。

### コードギアス　亡国のアキト Sound Episode
詳細はコードギアス 亡国のアキトを参照。

## ラジオ放送
コードギアス はんぎゃく日記
パーソナリティは大原さやか（ミレイ役）、新井里美（咲世子役）。
コードギアス 反逆の山々/コードギアス 反逆の山々DX
パーソナリティは福山潤（ルルーシュ役）、杉山紀彰（リヴァル役）。
コードギアス るるくるステーション
パーソナリティは福山潤（ルルーシュ役）、櫻井孝宏（スザク役）。
裏でネットギアス
パーソナリティは田中一成（玉城役）、吉野弘幸（副シリーズ構成）、河口佳高（プロデューサー）、諸冨洋史（プロデューサー） 、湯川淳（プロデューサー）。メールマガジン限定の不定期特別企画だった。『コードギアス 反逆のルルーシュR2』のDVD発売に合わせて、定期配信された。
「ギアジェネらじお」コードギアス Genesic Re;CODE
パーソナリティは堀江瞬、高田憂希、花守ゆみり
これまでのシリーズ全てとコードギアスシリーズの続編となるスマートフォンゲーム『コードギアス Genesic Re;CODE』の情報をお届けする番組。
音泉にて、第0回：2020年12月17日 - 第1回：2021年1月14日～ 不定期更新「毎週木曜配信、2022年4月14日更新まで次回が月1回更新2022年5月19日更新まで」
アーカイブとしてゲーム公式サイト内とゲーム専用公式YouTubeチャンネルにて公開されている。
ロススト通信 【コードギアス 反逆のルルーシュ ロストストーリーズ】
『コードギアス 反逆のルルーシュ ロストストーリーズ』をより深くしって頂くためのトークバラエティ番組。一部映像も使用。
パーソナリティは、女性主人公役を担当する 司会者：大橋彩香とゲストの2人。
YouTubeのDMM GAMES公式チャンネルにて、（2022年8月31日 - ）約1カ月程度で更新。アーカイブあり。

## コードギアス 漆黒の蓮夜
『月刊少年エース』にて連載された漫画作品。『コードギアス 反逆のルルーシュ』との関連性があり、パラレルワールドではなくコードギアスの正史にあたる。

## コードギアス 双貌のオズ
『ニュータイプエース』および『月刊ホビージャパン』で連載された作品。ニュータイプエースでは、2012年5月10日発売Vol.9より、漫画作品「SIDE：オルドリン」が、月刊ホビージャパンでは、2012年5月25日発売7月号より、フォトストーリー作品「SIDE：オルフェウス」が連載。

## コードギアス断章 モザイクの欠片
2018年7月4日より矢立文庫で連載のWeb小説。著者は高橋びすい。6人の新たな主人公のオムニバス形式による短編集。
エピソード
- 消えた王女
- 四日間
- ゼロの男
- 夢で逢えたら
- ひとごろし と ひとごろし
- 彼に見られたパンツを忘れさせるためにギアスをかけたいけど、恥ずかしくて目を合わせられるわけがない

## その他

### ゲーム（客演）
『コードギアス』を冠していない別ゲーム作品への登場・コラボなどを記載する。
スカッとゴルフ パンヤ
ゲームポット運営のオンラインゴルフゲーム。2008年11月13日から12月25日まで、ゼロ、ルルーシュ、C.C.、カレン、スザク、アーニャ、アッシュフォード学園の各衣装とゼロマスクが期間限定で販売された。その後、2010年6月3日から7月15日まで順次再発売される。2017年11月にゲーム自体が日本でのサービス展開を終了した。
Another Century's Episode:R
フロム・ソフトウェア開発、バンダイナムコゲームス発売のPlayStation 3用アクションゲーム。ガンダムシリーズ、マクロスシリーズ、創聖のアクエリオンなど11作品が共演するクロスオーバー作品。『コードギアス 反逆のルルーシュR2』からも複数の機体が登場する。
テイルズ オブ グレイセス エフ
バンダイナムコゲームス発売のPlayStation 3用ロールプレイングゲーム。ゼロ、スザク、C.C.、カレンのコスチュームが有料ダウンロードコンテンツとして販売されている。
スーパーロボット大戦シリーズ
バンダイナムコゲームス（後のバンダイナムコエンターテインメント）発売の、新旧ロボットアニメが多数登場（シリーズでは「参戦」と呼称）するクロスオーバーゲーム（シミュレーションRPG）。
第2次スーパーロボット大戦Z 破界篇 / 再世篇
PlayStation Portable用。前編『破界篇』2011年4月14日発売、後編『再世篇』2012年4月5日発売。前編ではアニメ1期、後編では序盤にアニメ1期の終盤、本編に2期『R2』としてキャラクターや機体が参戦する。ストーリーの性質上、黒の騎士団が全編に渡って味方勢力として登場し、原作再現も主にルルーシュ視点から成されているが、『再世篇』の終盤に原作同様に味方勢力から追放されたルルーシュがブリタニア皇帝となって「ゼロ・レクイエム」を行う原作再現ルートと、ルルーシュを追放しないIFルートが存在する。
スーパーロボット大戦モバイル
携帯電話用。2012年1月24日配信。アニメ1期と『R2』が参戦。
スーパーロボット大戦Card Chronicle
携帯電話 / iOS / Android用。2012年9月13日配信。アニメ1期と『R2』が参戦。
スーパーロボット大戦Operation Extend
PlayStation Portable用。2013年7月18日配信。アニメ1期・『R2』のキャラクター、機体が参戦。
第3次スーパーロボット大戦Z 時獄篇 / 天獄篇
PlayStation 3 / PlayStation Vita用。前編『時獄篇』2014年4月10日発売、後編『天獄篇』2015年4月2日発売。上記『第2次Z』の続編。『R2』単独での参戦で、『第2次Z 再世篇』の「ゼロ・レクイエムルート」を正史として物語が展開する。
スーパーロボット大戦X-Ω
iOS / Android用。2015年10月5日配信。アニメ1期・『R2』・『双貌のオズ』、期間限定で『亡国のアキト』・『双貌のオズO2』・『復活のルルーシュ』が参戦。
『双貌のオズ』は原作で声が設定されていないキャラクターにサンライズ監修のもと、新規に声が設定されている。2019年3月に開催されたイベント「赤と白」はサンライズ監修による『双貌のオズO2』の公式アフターストーリーとなっており、『復活のルルーシュ』の時系列で描かれた物語となっている。
スーパーロボット大戦X
PlayStation 4 / PlayStation Vita用。2018年3月29日発売。『R2』単独での参戦。本作品は「ゼロ・レクイエム」終了直後で、ルルーシュは死亡したと思われたが一命をとりとめており、異世界に飛ばされたルルーシュ、スザク、カレン、C.C.、ジェレミア、アーニャが新たな使命の元戦う。
スーパーロボット大戦DD
iOS / Android用。2019年8月21日配信。アニメ1期・『双貌のオズ』・『亡国のアキト』が参戦。
サンライズ監修のコラボイベントにより、『新機動戦記ガンダムW Endless Waltz』のウイングガンダムゼロにルルーシュが乗る「ウイングガンダムゼロリベリオン」が新規に設定され、登場した。
スーパーロボット大戦30
Nintendo Switch / PlayStation 4 / Steam用。2021年10月28日発売。『反逆のルルーシュIII 皇道』・『復活のルルーシュ』が参戦。武装がない「月虹影」に代わって、新しくデザインされた「月虹影帥」が登場する。
スーパーロボット大戦Y
Nintendo Switch / PlayStation 5 / Steam用。2025年8月28日発売。

グランブルーファンタジー
Mobageにて提供されるスマートフォン向けブラウザゲーム。2019年6月にアニメ1期とのコラボイベントが開催。
ルルーシュ（ゼロ）、カレン、スザクがプレイアブルキャラクターとして登場。召喚アイテムとしてC.C.、シナリオキャラクターとしてナナリーとジェレミアも登場。ルルーシュたちはそれぞれガウェイン、紅蓮弐式、ランスロット・エアキャヴァルリーに搭乗した状態で戦闘を行う。
イベントシナリオはサンライズによる監修が行われている。キュウシュウ戦役終了直後の時系列であり、ルルーシュ（ゼロ）、カレン、スザクがオリジナル展開で共闘する。
シノアリス
iOS / Android用。2019年7月にコラボイベントが開催。
アイドルマスター シンデレラガールズ スターライトステージ
iOS / Android用。2019年10月18日にコラボイベントが開催。
ゲーム内にゼロ（ルルーシュ）が登場。アニメ第1期・『R2』・『復活のルルーシュ』の楽曲の、『シンデレラガールズ』のキャラクターによるカバーバージョンが実装された。

### トレーディングカードゲーム
『サンライズクルセイド』
バンダイより発売されているサンライズ作品全般を取り扱ったトレーディングカードゲーム。『コードギアス 反逆のルルーシュR2』とのタイアップの一環として『コードギアス 反逆のルルーシュ』が登場。本ゲームにおいて物語が完結していない作品が登場した異例となった。続いて『コードギアス 反逆のルルーシュR2』が登場した。
『CLAMP in CARDLAND』
アッパーデックジャパンより発売されている漫画家CLAMPの作品全般を取り扱ったトレーディングカードゲーム。CLAMPによって描かれたものに限り、本作品が使用されている。第2弾はブースターのシークレットと月刊ニュータイプ2008年9月号の特別付録でカード化されている。
『コードギアスバトルリンクス』
フィールズから発売されているコードギアスシリーズのトレーディングカードゲーム。『（作品名）バトルリンク』という商品であっても違う作品間とはプレイできない。
『UNION ARENA』
バンダイより発売されている様々なメディアで展開された作品を取り混ぜたトレーディングカードゲーム。各作品がパックごとに収録されている。

### イベント
『コードギアス　反逆のルルーシュ　キセキの誕生日（バースデー）』
2009年、ルルーシュの誕生日に設定されている12月5日に東京国際フォーラムで催されたファンイベント。黒石ひとみによるライブや、ピクチャードラマの生アテレコ、出演者によるフリートークなどのコーナーを実施。このイベントの最後に2010年からコードギアスの新プロジェクト『コードギアス GAIDEN 亡国のアキト』（後に「GAIDEN」は除かれた）が始動すると発表された。
2010年4月23日には、この模様を収録したBD・UMD・DVDソフトが発売された。Blu-ray DiscとDVDには、新シリーズの特報、講演後の出演者コメントなどの特典映像が収録された。
『コードギアス　反逆のルルーシュ　キセキの記念日（アニバーサリー）』
2016年11月27日、舞浜アンフィシアターにて開催されたファンイベント。
このイベント中、2017年より『反逆～』の「Next Project」を始動させると発表された。